# 1734 na ciência

## Nascimentos
| Data | Nome | Profissão | Nacionalidade | Observações | Ref |
| ---- | ---- | --------- | ------------- | ----------- | --- |

## Mortes
| Data        | Nome                 | Profissão                     | Nacionalidade                  | Observações | Ref |
| ----------- | -------------------- | ----------------------------- | ------------------------------ | ----------- | --- |
| 25 de abril | Johann Conrad Dippel | alquimista, teólogo, e médico | Sacro Império Romano-Germânico | n. 1673     |     |

## Prémios
- Medalha Copley - John Theophilus Desaguliers[1]